# Ema Abram
Ema Abram, slovenska slikarka, * 12. maj 1876, Trst, † 13. julij 1967, Trst.

## Življenje in delo
Ema Abram se je rodila v Trstu v družini lesnega trgovca in sodarja Franca Abrama, mati je bila Ana (rojena Komac). Po končnem šolanju v nemškem jeziku v Trstu, se je v ateljeju slikarja Enee Ballarinija, ki se je iz Bologne še zelo mlad preselil v Trst, posvetila slikarstvu. V tem obdobju so nastale večmetrske kopije olj, ki jih je preslikavala v muzeju Revoltella (Museo Revoltella, Trst). Ema se je posvečala tudi študiju klavirja in petja, igrala je v ansamblu tamburic. Nato je leto in pol študirala pri Hansu Hofmannu na slikarski akademiji v Münchnu (1922-1923) . Po vrnitvi v Trst je tu v očetovi hiši odprla atelje in v njem ustvarjala do smrti. Medtem je fašistični režim v Italiji k izvorni obliki njenega priimka dodal črko i - postala je Abrami Emma. S člani tržaškega društva Artisti professionisti (poklicni umetniki) je razstavljala na več skupinskih razstavah v Trstu, Münchnu, Gorici in drugod. Slikala je portrete starcev in otrok, tihožitja, predvsem pa pokrajine. Modelirala je tudi reliefe, slikala na blago v batik tehniki in ustvarila nekaj kipov. Njen slog je bil zmeren impresionizem, zanimala sta jo predvsem svetloba in barva.
Tržaški slikar in likovni kritik Milko Bambič je leta 1970 zapisal za radijsko oddajo Liki iz naše preteklosti: »Od poldrugega leta bivanja v Münchnu so nam ostali mnogi majhni akvareli karakternih obrazov in celih postav v bolj živih barvah. Četudi je v zapuščini mnogo slik, pa vendar menimo, da so bila uspela dela prodana neznanokam.»  Nekatere njene slike so v zasebnih zbirkah v Trstu, dve pa je naslikala in podarila za cerkvi na Katinari in pri Sv. Vincencu v Trstu.